# Лиссуба, Паскаль
Паскаль Лиссуба (фр. Pascal Lissouba; 15 ноября 1931, Цингуиди, Французское Конго — 24 августа 2020, Перпиньян, Франция) — конголезский политический и государственный деятель, первый демократически избранный президент Республики Конго. Был премьер-министром при президенте Альфонсе Массамба-Деба, занимал правительственные посты при правлении Мариана Нгуаби. Обвинялся в причастности к заговору и убийству Нгуаби, впоследствии реабилитирован. В 1992 году избран президентом Конго, проводил либеральные реформы. Свергнут Дени Сассу-Нгессо в ходе гражданской войны при ангольской военной поддержке. Скончался в эмиграции.

## Происхождение. Образование и научная работа
Родился в небольшом посёлке Цингуиди департамента Ниари, близ габонской границы. В то время Французское Конго являлось частью колониального массива Французской Экваториальной Африки. Выходец из народности нзаби.
Окончил среднюю школу в Браззавиле. Изучал агрономию в Лицее Феликса Фора в Ницце и сельскохозяйственное машиностроение в Высшей школе сельского хозяйства в Тунисе. Имеет докторскую степень в генетике и растениеводстве. Работал в парижских НИИ.
В 1962 году Паскаль Лиссуба вернулся в Конго — к тому времени независимое государство. Возглавлял государственную Сельскохозяйственную службу. От политики старался дистанцироваться.

## При правлении Массамба-Деба. Министр и глава правительства
В августе 1963 года был свергнут прозападный президент Конго Фюльбер Юлу. Власть перешла к временному правительству во главе с левым политиком Альфонсом Массамба-Деба. Паскаль Лиссуба получил пост министра сельского хозяйства. После избрания Массамба-Деба президентом на безальтернативных выборах в декабре Лиссуба был назначен премьер-министром.
Во главе правительства Лиссуба выступал проводником социалистического курса Массамба-Деба. Была развёрнута программа национализации промышленности, энергетики и торговли. Главным внешним партнёром Конго стал маоистский Китай, укреплялись отношения с СССР и Кубой, но при этом сохранялось экономическое сотрудничество с Францией. Велось промышленное строительство, развивалась социальная инфраструктура, прежде всего образование и здравоохранение. Правительство Лиссубы сыграло важную роль в организации Всеафриканских игр 1965 года в Браззавиле.
Паскаль Лиссуба принадлежал к членам «Группы Мпила» — неформального круга ближайших соратников Массамба-Деба. Эта структура, объединившая ведущих марксистских идеологов и технократов, принимала основные политические решения, в том числе о политических репрессиях и внесудебных расправах. Как её представитель, Лиссуба нёс ответственность за убийства противников режима.
К весне 1966 года изменились политические расклады в руководстве правящей партии Национальное движение революции. Отношения Паскаля Лиссубы с президентом Массамба-Деба осложнились. Новым премьер-министром был назначен Амбруаз Нумазалай, противник Лиссубы.
Оставив государственный пост, Лиссуба занялся преподаванием генетики и сельскохозяйственными экспериментами по выращиванию какао и манго.

## При правлении Нгуаби. Между правительством и тюрьмой
В июле 1968 года в Конго разразился политический кризис. Группа армейских офицеров во главе с Марианом Нгуаби выступила против Массамба-Деба. 26 июля Паскаль Лиссуба и трое его единомышленников обратились с открытым письмом к президенту. Они призвали Массамба-Деба не допускать этнически мотивированных решений, отстаивать национальное единство, выступили за национальную демократию и реформы, а главное — предложили осмыслить, насколько в Конго сложились условия для социалистического строительства и учитывать не столько идеологические установки, сколько социальные, экономические и культурные реалии страны (при этом в тексте содержалась ссылка на Ленина).
5 августа 1968 года власть перешла к Национальному совету революции во главе с капитаном Нгуаби. Паскаль Лиссуба получил в новом правительстве пост министра планирования, затем — министра сельского хозяйства. Занимал эту должность около года, до июня 1969 года.
17 октября 1969 года Лиссуба вместе с другими членами «Группы Мпила» был арестован по приказу Нгуаби и привлечён к суду по обвинению в соучастии в убийстве оппозиционеров. Он был оправдан, однако получил запрет на политическую деятельность. Вернулся к преподаванию биологии и генетики. Был деканом факультета естественных наук Университета Браззавиля.
В феврале 1972 года, после неудачной попытки военного переворота со стороны лейтенанта Анжа Диавары, Паскаля Лиссубу вновь арестовали и отдали под суд. Он был приговорён к пожизненному заключению, однако вскоре амнистирован и введён в состав ЦК правящей Конголезской партии труда. Лиссуба выступил за амнистию для всех политзаключённых, после чего был вновь арестован за участие в Движении Движении 22 февраля. Однако суд оправдал Лиссубу.
В очередной раз Паскаль Лиссуба был арестован в марте 1976 года, при попытке всеобщей забастовки против политики Нгуаби. Провёл в заключении несколько недель, после чего освобождён.

## Убийство Нгуаби. Обвинение, приговор, амнистия
18 марта 1977 года Мариан Нгуаби был убит в результате военного заговора. Власть перешла к Военному комитету партии, во главе с Жоакимом Йомби-Опанго и Дени Сассу-Нгессо. Ответственность за убийство Нгуаби они возложили на бывшего президента Альфонса Массамба-Деба, расстрелянного 25 марта (впоследствии это обвинение было посмертно снято). Вместе с Массамба-Деба арестовали и Лиссубу. Ему грозил расстрел, но сохранить жизнь потребовали влиятельные политики Франсафрики во главе с президентом Габона Омаром Бонго.
Смертный приговор Лиссубе был заменён на пожизненное заключение. Он находился в тюрьмах до 1979 года, когда Сассу-Нгессо отстранил от власти президента Йомби-Опанго и провёл широкую амнистию. После освобождения Паскаль Лиссуба выехал во Францию.
В 1980-е годы Лиссуба занимался наукой и преподаванием. Работал в Университете Валь-де-Марн, с 1985 — в африканской дирекции ЮНЕСКО по науке и технике.

## Президентство Лиссубы

### Программа и избрание
На рубеже 1990/1991 в Народной Республике Конго начались политические реформы. 25 февраля 1991 года президент Сассу-Нгессо созвал Национально-государственную конференцию. На этом форуме были приняты решения об отказе от марксизма-ленинизма как государственной идеологии, переходе к многопартийной демократии и рыночной экономике, политической реабилитации Фюльбера Юлу и Альфонса Массамба-Деба. (Аналогичные процессы происходили под влиянием советской перестройки в Анголе, Мозамбике, Бенине — причём инициаторами политических перемен формально выступали правящие режимы.)
Паскаль Лиссуба как бывший премьер-министр участвовал в конференции. Его кандидатура вновь выдвигалась на пост главы правительства, однако не была утверждена. Премьером стал Андре Милонго, поддержанный Сассу-Нгессо.
На 1992 год назначались свободные выборы в Республике Конго (стране было возвращено прежнее название). Паскаль Лиссуба сформировал левоцентристскую партию Панафриканский союз за социальную демократию и выдвинул свою кандидатуру в президенты. Его программа предлагала широкую либерализацию экономики и демократизацию политической системы, интенсивное технологическое развитие промышленности и логистической инфраструктуры.
В первом туре выборов 9 августа 1992 года Лиссуба занял первое место, получив почти 36 % голосов. Его ближайший соперник Бернар Колелас собрал более 20 %, а президент Сассу-Нгессо вышел лишь на третье место (менее 17 %). 16 августа, во втором туре выборов, за Лиссубу голосовали более 61 % избирателей. Таким образом, Паскаль Лиссуба стал первым президентом Республики Конго, избранным на демократических альтернативных выборах.
Он вступил в должность 31 августа 1992 года. Правительство было создано на основе коалиции ПССД Лиссубы и КПТ Сассу-Нгессо.

### Политика реформ
Политика Паскаля Лиссубы на президентском посту была диаметрально противоположна его деятельности в правительствах Массамба-Деба и Нгуаби. Главной политической реформой стал закон о децентрализации 1994 года, расширивший права самоуправления регионов и местных общин. Лиссуба всячески стимулировал частное предпринимательство, особенно в лёгкой и пищевой промышленности.
За счёт доходов от возросшей добычи и экспорта нефти делались попытки сбалансировать хронически дефицитный бюджет. Было заключено кредитное соглашение с Occidental Petroleum. Наполовину девальвирован конголезский франк. По результатам переговоров с МВФ подготовлен План действий по экономическому и социальному восстановлению, предусматривавший масштабную приватизацию и резкое урезание государственных расходов. Реализация Плана началась с конца 1993 года.
Лиссуба добился значительных успехов в макроэкономической стабилизации и активизации бизнеса. Но эти успехи были достигнуты неприемлемой социальной ценой. Рост потребительских цен, увольнения в приватизируемых госкомпаниях вызвали широкое недовольство и забастовочное движение. Перемещения вузов и ужесточение экзаменационных требований спровоцировали студенческие беспорядки.
Изменилась и внешняя политика Конго. Укрепилось сотрудничество с Францией и США. Присутствие России (как правопреемника СССР), Кубы и Китая заметно снизилось. Был заключён договор с израильской инвестиционной компанией Levdan, контролируемой Рафаэлем Эйтаном — израильские специалисты занимались обучением президентской охраны. Паскаль Лиссуба пригласил в Браззавиль лидера ангольского антиправительственного движения УНИТА Жонаса Савимби и оказывал ему активную поддержку. Это вызвало серьёзное недовольство правящего режима Анголы во главе с Жозе Эдуарду душ Сантушем. Лиссуба также поддерживал президента Мобуту в заирской гражданской войне.
Одной из сторон реформ Лиссубы являлось перераспределение региональных сфер влияния и нефтяной ренты в пользу Республики Конго. Это привело к серьёзным конфликтам с габонским президентом Омаром Бонго и французскими нефтяными компаниями.

### Конфликты и столкновения
Период президентства Лиссубы характеризовался крайней политической нестабильностью. Кабинеты министров временами сменялись каждые несколько месяцев. Оппозиционные выступления регулярно перерастали в вооружённые столкновения. Главными противниками президента Лиссубы выступали Бернар Колелас. В результате Лиссуба сильно зависел от неустойчивого альянса с Сассу-Нгессо и КПТ. При этом следует учитывать, что конголезская политическая элита 1990-х практически полностью происходила из кругов Массамба-Деба и Нгуаби, её представители были давно знакомы друг с другом и имели многочисленные личные счёты.
Первые перестрелки в Браззавиле произошли уже осенью 1992 года, после решения Лиссубы о роспуске парламента. Летом 1993 года для подавления беспорядков, возглавленных Бернаром Колеласом под лозунгами «защиты демократии», пришлось применять армию. Столичные столкновения распространились на провинцию, где приобрели межплеменную окраску. Возник ряд племенных вооружённых формирований, из которых наибольшую активность проявляли «Ниндзя», происходящие из баконго и поддерживающие Колеласа. Ненадёжность армии и полиции привела Лиссубу к опоре на собственное ополчение «Кокойя». К концу 1993 года столкновения начали напоминать гражданскую войну. Погибли до трёх тысяч человек, порядка 300 тысяч вынуждены были бежать. Некоторые районы страны и столицы перешли под контроль вооружённой оппозиции, связанной с оргпреступностью.
В 1994 году ситуацию удалось взять под относительный контроль. В декабре Паскаль Лиссуба инициировал проведение в Браззавиле культурного форума под эгидой ЮНЕСКО. Официальные представители африканских стран выразили поддержку Лиссубе. Однако уже 13 января 1995 года Йомби-Опанго, ранее назначенный премьером, спровоцировал своей отставкой очередной правительственный кризис. Его повторное назначение было обставлено рядом условий. Правительство интенсифицировало социально-экономическую либерализацию. Это привело к очередному всплеску социальных протестов, прежде всего среди увольняемых госслужащих.
24 декабря 1995 года был подписан договор об урегулировании между противостоящими силами. Произошло сближение Паскаля Лиссубы с Бернаром Колеласом. В то же время осложнились отношения президента с Сассу-Нгессо.

### Отстранение от власти
Очередные президентские выборы были назначены на июль-август 1997 года. В мае Сассу-Нгессо демонстративно посетил Овандо — родные места Нгуаби, контролировавшиеся Йомби-Опанго. Произошли столкновения, погибли десять человек. Активизировалось партийная милиция КПТ «Кобры». Стало очевидным намерение Сассу-Нгессо провести свою предвыборную кампанию в силовом формате.
4 июня 1997 года правительство объявило, что ликвидирует все иррегулярные вооружённые формирования. На следующий день правительственные войска блокировали резиденцию Сассу-Нгессо. В Браззавиле, Овандо и других городах начались бои между сторонниками Сассу-Нгессо («Кобры») и Лиссубы («Кокойя»). Регулярные войска и силы безопасности раскололись по племенному признаку и вышли из повиновения президенту. Посредничество Колеласа не дало результатов. В Конго началась гражданская война.
Достигнутое 17 июня при посредничестве Омара Бонго перемирие оказалось недолговечным. Сассу-Нгессо потребовал немедленной отставки Лиссубы и его выезда из страны. Под эгидой КПТ была создана межпартийная коалиция, которую формально возглавил Колелас. Ополчение «Ниндзя» объединилось с «Кобрами» против президентских «Кокойя». Президент Лиссуба оказался политически изолирован.
16 сентября 1997 года в столице Габона Либревиле состоялся саммит президентов Франсафрики, посвящённых ситуации в Конго. Были сформулированы предложения по кадровому компромиссу. Однако Сассу-Нгессо уже сделал ставку на вооружённый захват власти.
Исход гражданской войны в Конго решила интервенция вооружённых сил Анголы. Президент душ Сантуш оказал прямую военную поддержку Сассу-Нгессо, своему давнему политическому партнёру. Ангольские войска начали высаживаться в Браззавиле с сентября на октябрь 1997 года. Соотношение сил резко изменилось в пользу «Кобр» Сассу-Нгессо. 14 октября «Кобры» и ангольские войска взяли аэропорт Браззавиля и установили полный контроль над столицей. На следующий день они заняли Пуэнт-Нуар. Паскаль Лиссуба покинул страну. 25 октября президентом Республики Конго был провозглашён Дени Сассу-Нгессо.

## Эмиграция. Историческая роль
Через Либревиль и Уагадугу Паскаль Лиссуба перебрался в Лондон. Позиционировал себя как законный президент Конго, обвинял президента Франции Жака Ширака и президента Габона Омара Бонго в пособничестве перевороту. В 2004 году Лиссуба переехал в Париж.
В 1999 году Паскаль Лиссуба был заочно осуждён в Конго за «военные преступления». Два года спустя обвинён также в «хищении государственных средств и злоупотреблении властью», приговорён к 30 годам заключения. 11 декабря 2009 года амнистирован конголезским парламентом по предложению президента Сассу-Нгессо. Получал конголезскую пенсию как бывший президент, французскую как профессор и от ЮНЕСКО как бывший чиновник международной организации.
Паскаль Лиссуба может рассматриваться в ряду постсоциалистических реформаторов 1990-х годов (Борис Ельцин и Егор Гайдар в России, Тадеуш Мазовецкий и Лешек Бальцерович в Польше, Вацлав Клаус в Чехии и другие; наиболее близок пример Нисефора Согло в Бенине). Особенности конголезского общества и политики предопределили специфику этого процесса. Данная специфика объясняет негативное отношение к Лиссубе заметной части европейской общественности.

## Семья
Альбер Лиссуба — отец Паскаля Лиссубы — скончался в 1980 году в возрасте 74 лет. Мать — Мари Лиссуба (Буанга) скончалась в 1995 году в возрасте 86 лет. Родители президента всю жизнь прожили в Ниари.
Паскаль Лиссуба был дважды женат — на конголезке Аннет Шантегрей, затем на француженке Жослин Пьеро. Вторая жена Лиссубы являлась его активной политической соратницей. Жослин Лиссуба посещала Конго во время эмиграции мужа, бывала на его малой родине в Цингунди, выступала с политическими заявлениями. В этих мероприятиях принимал участие брат экс-президента Бернар Лиссуба.
В двух браках Паскаль Лиссуба имел 11 детей. Его дочь Мирей руководила президентским делопроизводством на последнем этапе правления отца. Дочь Даниэль — известная писательница, живёт в эмиграции в Канаде. Сын Паскаль-младший проживает в Великобритании, сын Жереми — депутат конголезского парламента.

## Кончина и оценки
88-летний Паскаль Лиссуба скончался в клинике Перпиньяна (Франция). В публичных откликах на его смерть отмечалась яркость политической биографии Лиссубы, интеллектуальность его имиджа, эффективность конголезских экономических реформ 1990-х, способность Лиссубы отступать от идеологических догм ради интересов страны, а также его непричастность к коррупции (несмотря на формально вынесенный приговор) и безразличие к материальному богатству.